# Galumna australis
Galumna australis is een mijtensoort uit de familie van de Galumnidae. De wetenschappelijke naam van de soort is voor het eerst geldig gepubliceerd in 1914 door Berlese.